# Victory (filme)
Victory é um filme sobrevivente norte-americano de 1919 dirigido por Maurice Tourner, estrelado por Jack Holt, Seena Owen, Lon Chaney e Wallace Beery. O filme é uma adaptação do romance homônimo de Joseph Conrad. O roteiro foi escrito por Jules Furthman. 

## Elenco
- Jack Holt ... Axel Heyst
- Seena Owen ... Alma
- Lon Chaney ... Ricardo
- Wallace Beery ... August Schomberg
- Ben Deeley ... Sr. Jones
- Laura Winston ... Sra. Schomberg
- Bull Montana ... Pedro
- George Nichols ... Capitão Davidson